# Auguste Gilbert de Voisins
Pour les articles homonymes, voir Gilbert et Voisins.
Pour les autres membres de la famille, voir Famille Gilbert de Voisins.
Auguste, 4e comte Gilbert de Voisins, né le 7 septembre 1877 à Paramé et mort le 8 décembre 1939 à Paris, est un écrivain, essayiste et traducteur français.

## Biographie
Auguste Gilbert de Voisins passe son enfance en Provence, vient à Paris en 1898 et entreprend des voyages en Europe, en Afrique du Nord, puis au Sénégal et au Dahomey.
En 1909, il accompagne Victor Segalen à Pékin, d'où ils partent à cheval pour un voyage de dix mois en Chine occidentale. Tous deux repartent en Chine en 1913, accompagnés de Jean Lartigue, pour une mission archéologique, interrompue par la Première Guerre mondiale.
Auguste Gilbert de Voisins se consacre ensuite à la littérature. Il participe au club des Longues moustaches, puis épouse, en 1915, Louise de Heredia, fille de José-Maria de Heredia, divorcée de Pierre Louÿs dont il avait été l'ami depuis 1897.
Michel Mohrt évoque l'écrivain sous le nom d'Arthur Saint-Arthur dans son roman paru en 1961 : la Prison maritime.

## Œuvres
Grand prix de littérature de l'Académie française en 1926 pour l’ensemble de son œuvre.
Poésie
- Les Moments perdus de John Shag, Sansot & Cie, 1906
- Fantasques, Georges Crès, 1920

Essais
- Sentiments, Mercure de France, 1905
- Écrit en Chine, Floury (réimp. 1987)
- Les Miens, Grasset
- Premier exposé des résultats archéologiques obtenus dans la Chine occidentale par la Mission. 1914, avec Victor Segalen et Jean Lartigue, 1915

Romans
- La Petite Angoisse, Mercure de France
- Pour l'amour du laurier, Ollendorff
- Le Démon secret, Ollendorff
- Le Bar de la Fourche, Crès (réimp. 1968)
- Le Mirage, Albin Michel
- L'Esprit impur, Crès
- La Conscience dans le mal, Ferenczy
- Le Jour naissant, Ollendorff
- L'Absence et le Retour, Ollendorff
- Les Grands Voiliers, Ollendorff
- L'enfant qui prit peur, Ollendorff
- La Vieille et ses trois, Grasset

Traduction
- Robert Browning, Poèmes, avec Paul Alfassa, Grasset
- George Meredith, Amour moderne

## Ascendance
Auguste Gilbert de Voisins appartenait à une vieille famille de noblesse parlementaire.

### Armoiries
D'azur, à la croix engrêlée d'argent, cantonnée de quatre croissants d'or.

## Distinctions
- Chevalier de la Légion d'honneur, 1927, sur proposition du ministère de l'Instruction Publique